# Беларусь на «Детском Евровидении — 2020»
Беларусь приняла участие в «Детском Евровидении — 2020» в Варшаве, Польша. «Белтелерадиокомпания» (БТРК) выбрала Арину Пехтереву с песней «Aliens» путём внутреннего отбора. Она заняла пятое место, получив 130 баллов.

## Предыстория
До конкурса 2020 года Беларусь принимала участие в «Детском Евровидении» семнадцать раз с момента своего дебюта в первом конкурсе в 2003 году. C этого момента страна принимала участие во всех конкурсах и дважды одерживала победу — в 2005 году, когда Ксения Ситник представила страну с песней «Мы вместе» и в 2007 году, когда Алексей Жигалкович исполнил песню «С друзьями». Беларусь ранее проводила у себя конкурс 2010 года в Минске и конкурс 2018 года в том же городе — тогда страну представил Даниэль Ястремский с песней «Time». Он занял 11-е место.

## Выборы участника

### Внутренний отбор
8 октября 2020 года «БТРК» объявили, что Арина Пехтерева будет представлять Беларусь на «Детском Евровидении — 2020» с песней «Aliens». Представительница была выбрана путём внутреннего отбора вещателя. «БТРК» обосновали выбор такого способа отбора целью «защитить здоровье артистов и членов их команд, а также исключить возможность массового скопления людей».

## Информация об исполнителе и песне

### Арина Пехтерева
Арина Пехтерева (бел. Арына Пехцерава; род. 14 марта 2008, Могилёв, Беларусь) — белорусская певица. Она представила Беларусь на «Детском Евровидении — 2020» с песней «Aliens». Сама Пехтерева — ученица гимназии № 1 Могилёва, солистка продюсерского центра «Ангелы добра». Занимается вокалом с 6 лет. Неоднократно участвовала и побеждала в республиканских, а также международных вокальных конкурсах и фестивалях. Она успешно участвовала на нескольких международных музыкальных конкурсах, в том числе Music Land, Arpeggio International Singing Competition 2016 и Euro Pop Contest Grand-Prix Berliner Perle. Арина также участвовала в нескольких шоу талантов, в том числе «Голос. Дети», «Эволюция. Дети» и «Талент краіны». Она воспитанница педагога по вокалу Татьяны Галиновской, мамы Мити Пуховского, вместе с которым Арина прошла «слепые прослушивания» в шестом сезоне «Голос. Дети» в 2019 году. Ранее она выходила в финал национальных отборов Беларуси на «Детское Евровидение» в 2017, 2018 и 2019 годах. Также, по словам Арины, она очень любит рисовать и играть на фортепиано. Кроме того, у неё в доме живут собака Персик, кошка и попугаи. Есть старшая сестра Инара.

### Aliens
«Aliens» (с англ. — «Пришельцы») — песня белорусской певицы Арины Пехтеревой. С этой песней она представила Беларусь на «Детском Евровидении — 2020». По словам Арины, песню была написана ещё в начале пандемии: «Её смысл простой: мир остановился, границы закрылись, люди больше не могут общаться, приезжать к друг другу в гости, даже детское „Евровидение“ в этом году стало другим».

## На «Детском Евровидении»
После церемонии открытия, которая состоялась 23 ноября 2020 года, было объявлено, что 29 ноября 2020 года Беларусь выступит под номером пять, после Сербии и перед Польшей.

### Голосование
Использовалась система голосования, введённая в конкурсе 2017 года, где результаты определяются 50% онлайн-голосованием и 50% голосованием жюри. Каждая страна отправляет своё национальное жюри, состоящее из трёх профессиональных музыкальных исполнителей и двух детей в возрасте от 10 до 15 лет, которые являются гражданами представляющей страны. Баллы членов жюри складываются в общую десятку конкурсантов.
Онлайн-голосование состояло из двух этапов. Первый этап онлайн-голосования начался 27 ноября 2020 года — перейдя по сайту junioreurovision.tv, нужно посмотреть отрывки всех выступлений, после чего нужно проголосовать. Также можно было посмотреть одноминутные клипы с репетициями каждого конкурсанта. Этап завершился 29 ноября 2020 года в 16:59 по центральноевропейскому времени. Второй этап онлайн-голосования стартовал в день конкурса, когда все конкурсанты исполнили свои песни в прямом эфире, после чего даётся 15 минут на голосование. Зрители могут проголосовать максимум за троих исполнителей. Также они могут проголосовать за свою страну. Эти голоса затем были переведены в баллы, которые будут определяться процентом полученных голосов. Например, если страна получила 20% голосов, то она получит 20% доступных баллов.
| Баллы                                                    | Страна                        |
| -------------------------------------------------------- | ----------------------------- |
| 12 баллов                                                | - Казахстан - Польша - Сербия |
| 10 баллов                                                |                               |
| 8 баллов                                                 |                               |
| 7 баллов                                                 | - Германия - Мальта           |
| 6 баллов                                                 | - Россия - Украина            |
| 5 баллов                                                 | Испания                       |
| 4 балла                                                  |                               |
| 3 балла                                                  | Грузия                        |
| 2 балла                                                  | Франция                       |
| 1 балл                                                   | Нидерланды                    |
| Беларусь получила 57 баллов по итогам онлайн-голосования |                               |

| Баллы     | Страна     |
| --------- | ---------- |
| 12 баллов | Франция    |
| 10 баллов | Казахстан  |
| 8 баллов  | Россия     |
| 7 баллов  | Испания    |
| 6 баллов  | Мальта     |
| 5 баллов  | Нидерланды |
| 4 балла   | Сербия     |
| 3 балла   | Германия   |
| 2 балла   | Польша     |
| 1 балл    | Грузия     |

### Раздельные результаты голосования
| Раздельные результаты голосования Беларуси | Раздельные результаты голосования Беларуси | Раздельные результаты голосования Беларуси | Раздельные результаты голосования Беларуси | Раздельные результаты голосования Беларуси | Раздельные результаты голосования Беларуси | Раздельные результаты голосования Беларуси | Раздельные результаты голосования Беларуси | Раздельные результаты голосования Беларуси | Раздельные результаты голосования Беларуси |
| №                                          | Страна                                     | Член жюри A                                | Член жюри B                                | Член жюри C                                | Член жюри D                                | Член жюри E                                | Место                                      | Баллы                                      |                                            |
| ------------------------------------------ | ------------------------------------------ | ------------------------------------------ | ------------------------------------------ | ------------------------------------------ | ------------------------------------------ | ------------------------------------------ | ------------------------------------------ | ------------------------------------------ | ------------------------------------------ |
| 01                                         | Германия                                   | 8                                          | 7                                          | 9                                          | 8                                          | 4                                          | 8                                          | 3                                          |                                            |
| 02                                         | Казахстан                                  | 3                                          | 3                                          | 3                                          | 2                                          | 2                                          | 2                                          | 10                                         |                                            |
| 03                                         | Нидерланды                                 | 4                                          | 6                                          | 7                                          | 9                                          | 7                                          | 6                                          | 5                                          |                                            |
| 04                                         | Сербия                                     | 7                                          | 5                                          | 5                                          | 11                                         | 6                                          | 7                                          | 4                                          |                                            |
| 05                                         | Беларусь                                   |                                            |                                            |                                            |                                            |                                            |                                            |                                            |                                            |
| 06                                         | Польша                                     | 11                                         | 11                                         | 6                                          | 3                                          | 11                                         | 9                                          | 2                                          |                                            |
| 07                                         | Грузия                                     | 9                                          | 10                                         | 8                                          | 5                                          | 9                                          | 10                                         | 1                                          |                                            |
| 08                                         | Мальта                                     | 5                                          | 8                                          | 4                                          | 7                                          | 5                                          | 5                                          | 6                                          |                                            |
| 09                                         | Россия                                     | 6                                          | 2                                          | 1                                          | 6                                          | 8                                          | 3                                          | 8                                          |                                            |
| 10                                         | Испания                                    | 2                                          | 4                                          | 10                                         | 4                                          | 3                                          | 4                                          | 7                                          |                                            |
| 11                                         | Украина                                    | 10                                         | 9                                          | 11                                         | 10                                         | 10                                         | 11                                         |                                            |                                            |
| 12                                         | Франция                                    | 1                                          | 1                                          | 2                                          | 1                                          | 1                                          | 1                                          | 12                                         |                                            |